# フォートレス (映画)
『フォートレス』（原題：Fortress）は、1992年制作のアメリカ合衆国・オーストラリアのSFアクション映画。
日本での当初の劇場公開タイトルおよびテレビ放映タイトルは『フォートレス/未来要塞からの脱出』。

## あらすじ
西暦2017年。政府は人口増加を抑制するため産児制限法を制定、女性は子供を1人しか産めない事になった。
元軍人のジョン・ブレニックと妻のカレンは最初の子供を亡くしたため、法を破る事を承知の上で2人目の子供を宿した。
法を破ってでも子供を産み育てたいと願う2人は国外脱出を計画するが失敗、2人は逮捕され、史上空前のハイテクを駆使したフォートレス刑務所へ送られる。
ジョンは囚人たちのボスのマドックスや刑務所長のポーからの迫害にもめげず、仲間のゴメスやD-デイたちと協力して、脱獄を試みる。

## キャスト
| 役名               | 俳優                                 | 日本語吹替 | 日本語吹替                                                                   |
| 役名               | 俳優                                 | ソフト版   | 日本テレビ版                                                                 |
| ------------------ | ------------------------------------ | ---------- | ---------------------------------------------------------------------------- |
| ジョン・ブレニック | クリストファー・ランバート           | 谷口節     | 大塚芳忠                                                                     |
| ポー刑務所長       | カートウッド・スミス                 | 池田勝     | 小川真司                                                                     |
| カレン・ブレニック | ローリン・ロックリン                 | 佐々木優子 | 深見梨加                                                                     |
| ニーノ・ゴメス     | クリフトン・ゴンザレス・ゴンザレス   |            | 関俊彦                                                                       |
| D-デイ             | ジェフリー・コムズ                   | 牛山茂     | 牛山茂                                                                       |
| エイブラハム       | リンカーン・キルパトリック           | 寺島幹夫   | 寺島幹夫                                                                     |
| マドックス         | ヴァーノン・ウェルズ                 | 島香裕     | 宝亀克寿                                                                     |
| スティッグス       | トム・トールズ                       | 銀河万丈   | 池田勝                                                                       |
| ゼッド-10          | キャロリン・パーディ＝ゴードン（声） | 高島雅羅   | 来宮良子                                                                     |
| その他             |                                      |            | 水野龍司 津田英三 仲野裕 金尾哲夫 寺内よりえ 林佳代子 大川透 松本大 藤生聖子 |
| 初回放送           |                                      |            | 1997年5月30日 『金曜ロードショー』                                           |